# Mlenăuți, Botoșani
Mlenăuți este un sat în comuna Hudești din județul Botoșani, Moldova, România. Situat în sud-vestul comunei Hudești, este unul din cele mai vechi sate de aici. El a fost atestat documentar cu mai multe denumiri - Mlenăuți, Mlinăuți și Milianăuți. Sătenii i-au spus Manolea după numele lui Toader Manole care a fost proprietarul moșiei și a construit aici o biserică. Există indicii că satul ar fi fost constituit într-o zonă de câmpie și a fost ulterior mutat spre pădure. În opinia monografului Gheorghe Apătăchioae există o mare probabilitate ca vatra lui de edificare să fi fost în proximitatea Părăului Morii, ținând cont că etimologia numelui de Mlenăuți ar sugera mori de apă. Cert este că o parte din sat purta numele de Mlenăuții din Delu ( din Deal ), adică dealul unde Toader Manole și-a ridicat biserica. Cealaltă parte de sat se numea Mlenăuții din Vale și ea aparținea în anul 1857 lui Dumitru Brahă și în 1864 lui Mihail Gherghel. Partea de sud a localității purta numele de Mlenăuții-răzeși, cei care erau urmașii boierilor maziliți aici. Ca urmare a mazilirii, ei au sărăcit și au devenit răzeși. Aici, în sudul satului, Ioan Pârâu a construit în 1814 o biserică de lemn care a fost demolată la începutul secolului al XX-lea. Câteva icoane care au rămas, au fost preluate de biserica Sfântul Mare Mucenic Gheorghe din Deal.

## Istoric

Mlenăuți pe harta toponimică a Hudeștiului

Satul Mlenăuți este așezat în partea de sud-vest a comunei Huidești. Prima atestare documentară este din data de 20 decembrie 1437 în uricul voievozilor Iliaș al Modovei și Ștefan al II-lea care au întărit privilegiul pe care Mihai de la Dorohoi l-a obținut de la Alexandru cel Bun asupra a 52 de sate din ținutul Dorohoi „... și satul Milianăuți, hotarul pe unde din veac este folosit”. Istoricul Mihai Costăchescu l-a identificat cu o altă localitate însă faptul că documentele menționează că satul aparține de ținutul Dorohoiului l-a determinat pe Gheorghe Apătăchioae să considere că este vorba de Mlenăuți.

## Personalități născute aici
- Doina Melinte ( n. 27 decembrie 1956, Mlenăuți ), atletă;